# Straton II. (Sidon)
Straton II. (altgriechisch Στράτων; † nach 332 v. Chr.) ist der griechische Name des phönizischen Stadtkönigs Abdastart von Sidon am Ende des 4. vorchristlichen Jahrhundert. Er war ein Sohn des Königs Tabnit (Tennes), welcher nach einer fehlgeschlagenen Revolte gegen die persische Oberherrschaft um 345 v. Chr. hingerichtet wurde.
Straton amtierte als Vasall des persischen Großreichs der Achämeniden, wohl unter der Aufsicht des syrischen Satrapen Mazaios. Bei der eigenen Bevölkerung war er deswegen nicht beliebt, zumal er seine Loyalität gegenüber Großkönig Dareios III. auch nach dessen Niederlage in der Schlacht bei Issos 333 v. Chr. weiter aufrechterhielt. Straton wurde deshalb von dem Sieger, Alexander dem Großen, nach dessen Ankunft in Phönizien abgesetzt und durch Abdalonymos ersetzt. Sein weiteres Schicksal bleibt unbekannt.